# Visions criminelles
Pour plus de détails, voir Fiche technique et Distribution.
Visions criminelles (titre anglais : Deadly Visions) est un téléfilm dramatique américain réalisé par Michael M. Scott, sorti en 2004.

## Synopsis
Ann Culver attend son premier enfant, mais elle est victime d'un accident de voiture et perd le bébé. Elle même est grièvement blessée aux yeux et doit subir une greffe de cornée pour retrouver la vue. Peu après l'accident, elle commence à avoir des visions : un homme la traque et tente de la tuer. 
Son mari John et l'équipe soignante tente de la assurer en expliquant qu'il s'agit probablement d'un choc post-traumatique passager, mais Ann est convaincue de la véracité de ces visions. 
Elle rend alors visite à la banque d'organes et parvient à convaincre l'employé de lui dévoiler le nom du donneur qui lui a permis de recouvrer la vue. Il lui apprend également que certains receveurs de greffe de cornée percevraient les derniers instants de la vie de leurs donneurs. Le donneur d'Ann est en réalité une jeune femme prénommée Julie. Celle-ci se serait suicidée, mais sa famille est convaincu qu'elle a été assassinée par son ancien compagnon Lon Saunders. Ann enquête alors sur les réelles circonstances de la mort de la victime…

## Fiche technique
- Réalisateur : Michael M. Scott
- Scénario : John Murlowski
- Durée : 90 minutes

## Distribution
- Nicollette Sheridan : Ann Culver
- Gordon Currie : John Culver
- Sarah Deakins : Cara Tapper
- Philip Granger : Lieutenant Austin Burke
- Ginger Broatch : Haili Page
- Frida Betrani : Julie
- Kyle Cassie : Lon Saunders

## Tournage
Le film a été entièrement tourné à Vancouver au Canada.